# Lulzim Basha
Lulzim Basha, född 12 juni 1974 i Tirana i Albanien, är en albansk politiker och tidigare partiledare för Albaniens demokratiska parti.
Basha är medlem i Albaniens demokratiska parti och har studerat vid Utrechts universitet i Nederländerna. Han är gift med Aurela Basha (född Isufi) som har dubbelt medborgarskap (nederländskt-albanskt).  Efter att Sali Berisha lett Albaniens demokratiska parti i det misslyckade parlamentsvalet i Albanien 2013 utsågs Basha till ny partiledare i juli samma år.
Basha var Albaniens minister för allmänna arbeten, trasport och telekommunikationer 2005 till 2007, utrikesminister 2 maj 2007 till 17 september 2009 och inrikesminister 17 september 2009 till 25 april 2011. Han efterträdde Edi Rama på posten som borgmästare sommaren 2011. Han fick sitta en mandatperiod som borgmästare innan Erion Veliaj utsågs till borgmästare 2015. 
Inför parlamentsvalet i Albanien 2017 har Basha varit frontfigur för stora demonstrationer och protester mot regeringen. De bojkottade bland annat presidentvalet som hölls i april 2017 och valde Ilir Meta till president.  
Den 21 mars 2022 avgick han som partiledare Albaniens demokratiska parti.